# 帽果卫矛
帽果卫矛（学名：Euonymus mitratus）为卫矛科卫矛属的植物。分布于柬埔寨、越南以及中国大陆的云南等地，生长于海拔260米的地区，多生长在山坡水边，目前尚未由人工引种栽培。